# (2097) Galle
(2097) Galle est un astéroïde de la ceinture principale découvert le 11 août 1953 par l'astronome allemand Karl Wilhelm Reinmuth. Le lieu de découverte est Heidelberg (024). Sa désignation provisoire était 1953 PV.
Sa distance minimale d'intersection de l'orbite terrestre est de 1,314889 ua.